# Lane Cove River
Der Lane Cove River ist ein Nebenfluss des Parramatta River in New South Wales, Australien. Sein Unterlauf bildet einen Arm des Hafens von Sydney.

## Beschreibung
Der Lane Cove River entspringt in der Nähe von Thornleigh und fließt ca. 15 km in größtenteils südliche Richtung. Der Oberlauf liegt in einem engen, bewaldeten Tal, das sich in das North Shore Plateau eingegraben hat. Der Mittellauf wird durch ein Wehr oberhalb der Fullers Bridge angestaut. Das Tales ist stellenweise dicht bewaldet und Teil des Lane Cove National Park mit einer Gesamtfläche von 598 ha, der früher als State Recreation Area klassifiziert war.
Der Unterlauf des Lane Cove River – unterhalb des Wehrs an der Fullers Bridge – ist ein Ästuar und mündet bei Greenwich und Woolwich in den Hafen von Sydney. An den Ufern des Unterlaufs gibt es wesentliche Ansiedlungen von Mangroven.
An diesem Fluss kamen am 1. Januar 1963 Dr. Gilbert Bogle und Margaret Chandler auf mysteriöse Weise zu Tode. Der Fall wurde nie aufgeklärt und ist heute noch als Bogle-Chandler-Fall bekannt.
Ein beliebter Zelt- und Wohnwagenplatz, der Lane Cove Tourist Park, liegt am Westhang des Tales über dem Fluss.

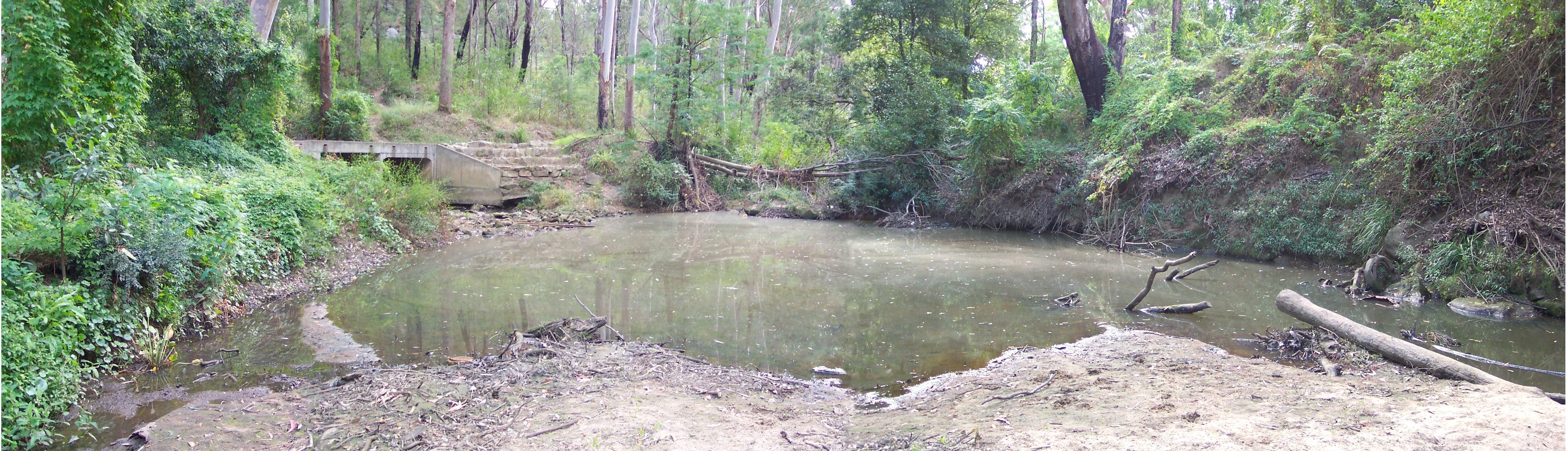
Brown’s Waterhole am Lane Cove River bei Epping

## Great North Walk
Am Lane Cove River gibt es viele alte Wege und Pfade, von denen einige noch aus der Zeit der europäischen Besiedlung stammen. Sie werden heute als Wanderwege genutzt. Etliche davon wurden in den Great North Walk eingebunden. Dieser Weitwanderweg führt von Sydney nach Newcastle. Er führt zwischen der Boronia Avenue in Hunters Hill und dem Thornleigh Oval in Thornleigh am Lane Cove River entlang.

## Fairyland

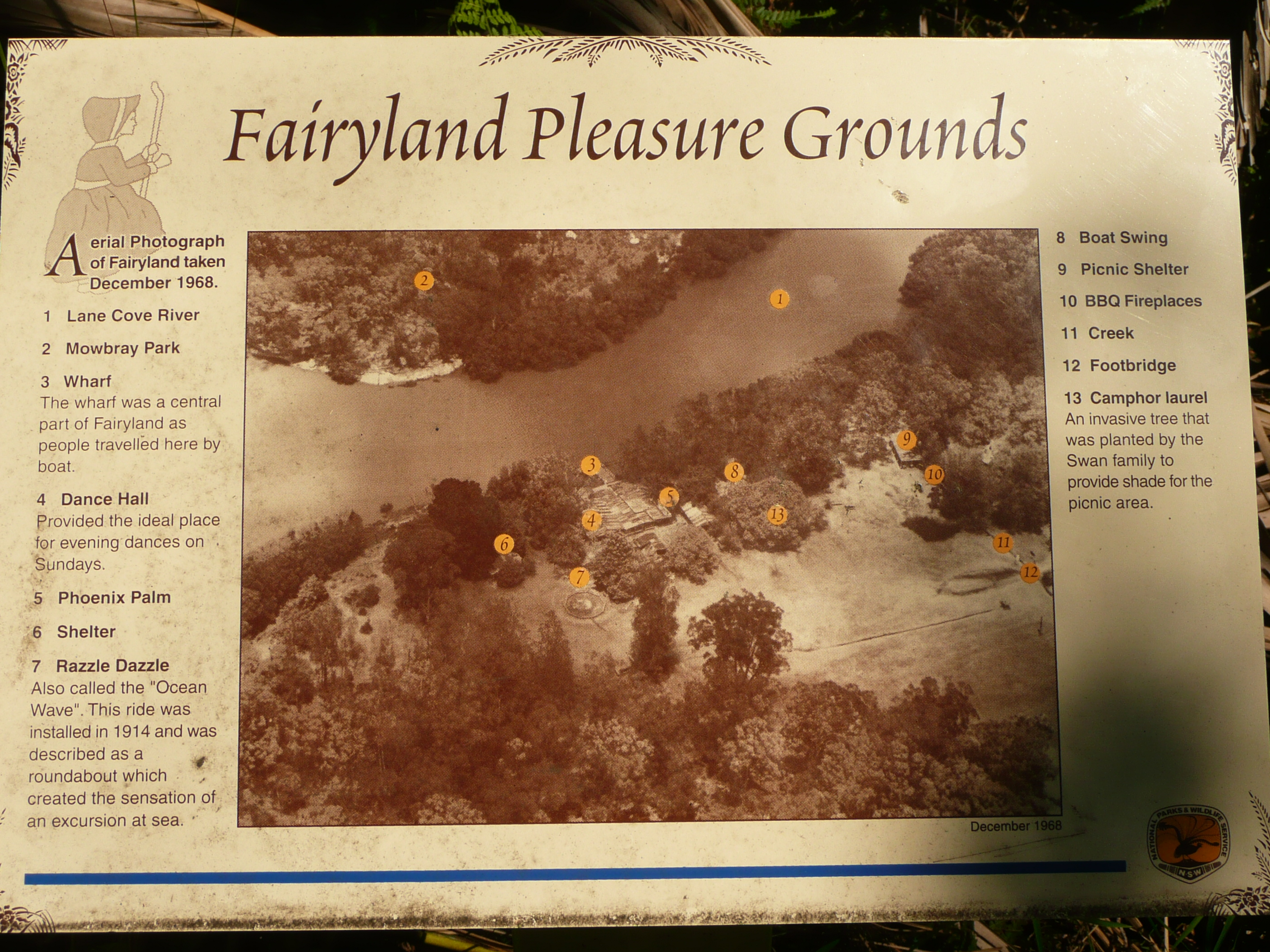
Zeitungsausschnitt über Fairyland

Von 1913 bis in die 1970er-Jahre betrieb die Familie Swan einen Picknickplatz namens Fairyland an den Ufern des Flusses oberhalb der Epping Road. Das Gelände war ursprünglich ein Marktgarten, aber die Familie machte daraus einen Picknickplatz, als sie die damit verbundenen Verdienstmöglichkeiten entdeckte. Das Gebiet wurde inzwischen renaturiert und in den Lane Cove National Park eingebunden.

## Harry Smith

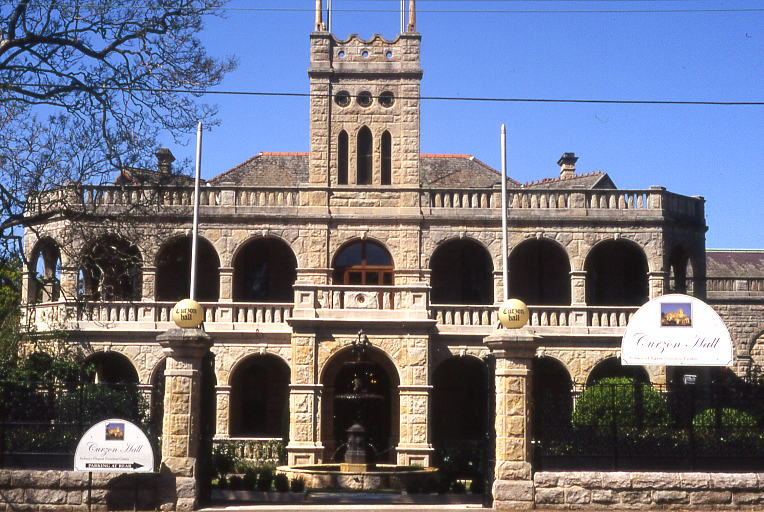
Curzon Hall

Harry Smith war ein Geschäftsmann, dem Land im Gebiet des heutigen Marsfield gehörte. Smith schuf einen Picknickplatz an den Ufern des Flusses, der heute schon längst wieder renaturiert wurde. Aber man kann noch einige Steinstufen an den Hängen über dem Fluss in Höhe der Culloden Road sehen. Vermutlich hatte Smith diese Stufen als Zugang zu seinem Picknickplatz gebaut. Er besaß auch einen Steinbruch in der Nähe, von wo er auch die Steine für sein Herrenhaus Curzon Hall bezog. Dieses entstand ca. 1899 und steht an der Kreuzung der Balaclava Road mit der Aigncourt Road. Der Name Curzon Hall ging auf den Geburtsnamen von Smiths Frau zurück. Das Gebäude diente über die Jahre verschiedenen Zwecken und ist heute ein Verwaltungsgebäude. Es ist im Denkmalregister von New South Wales gelistet.

## Brücken
Es gibt nur vier Brücken über den Lane Cove River:
- De Burghs Bridge im Verlauf der Metroad 3, die von North Ryde nach West Pymble führt.
- Fullers Bridge im Verlauf der State Route 29, die Chatswood mit North Ryde verbindet.
- Epping Road (State Route 28), die von Lane Cove nach Ryde führt und auch den Verkehr vom M2 Hills Motorway aufnimmt.
- Fig Tree Bridge im Verlauf der Burns Bay Road,  die Lane Cove West mit Hunters Hill verbindet.